# Dmytro Pidručnyj
Dmytro Volodymyrovyč Pidručnyj (in ucraino Дмитро Володимирович Підручний?; Ostriv, 5 novembre 1991) è un biatleta ucraino.

## Biografia
Pidručnyj, originario di Ostriv, vicino a Ternopil', ha debuttato in campo internazionale in occasione dei Mondiali giovanili di Torsby 2010; in Coppa del Mondo ha esordito il 13 dicembre 2012 nella sprint di Pokljuka (98º) e ai Giochi olimpici invernali a Soči 2014 (54º nell'individuale e 9º nella staffetta).
Ha ottenuto il primo podio in Coppa del Mondo nella staffetta mista del 6 febbraio 2015 a Nové Město na Moravě (3º). Ai Mondiali di Kontiolahti 2015, sua prima presenza iridata, è stato 49º nella sprint, 43º nell'inseguimento, 9º nella staffetta e 11º nella staffetta mista; nell'edizione successiva di Oslo Holmenkollen 2016 si è piazzato 44º nella sprint, 16º nella staffetta e 4º nella staffetta mista e in quella di Hochfilzen 2017 28º nella sprint, 14º nell'inseguimento, 41º nell'individuale, 25º nella partenza in linea, 6º nella staffetta e 5º nella staffetta mista. Ai XXIII Giochi olimpici invernali di Pyeongchang 2018 si è classificato 21º nella sprint, 34º nell'inseguimento, 9º nella staffetta e 7º nella staffetta mista.
L'anno dopo ai mondiali di Östersund 2019 ha vinto la medaglia d'oro nell'inseguimento e si è posizionato 4º nell'inseguimento, 10º nella partenza in linea, 7º nella staffetta mista e 5º nella staffetta singola mista. Ai mondiali di Anterselva 2020 è giunto 10º nella sprint, 30º nell'inseguimento, 23º nella partenza in linea, 12º nella staffetta, 5º nella staffetta mista e 10º nella staffetta singola mista e a quelli di Pokljuka 2021 23º nella sprint, 28º nell'inseguimento, 67º nell'individuale, 5º nella staffetta e 4º nella staffetta mista. Ha rappresentato l'Ucraina ai Giochi olimpici invernali per la terza volta a Pechino 2022 classificandosi 13º nella sprint, 13º nell'inseguimento, 18º nell'individuale, 24º nella partenza in linea, 9º nella staffetta e 13º nella staffetta mista.
Al termine dei Giochi, si è arruolato nella Guardia Nazionale dell'Ucraina per difendere il proprio paese dall'invasione militare perpetrata dalla Russia, schierato in difesa di Ternopil', nella zona occidentale; ai Mondiali di Oberhof 2023 si è classificato 5º nella sprint, 8º nell'inseguimento, 23º nella partenza in linea, 13º nella staffetta, 10º nella staffetta mista e 15º nella staffetta mista individuale, a quelli di Nové Město na Moravě 2024 si è piazzato 21º nella sprint, 23º nell'inseguimento, 27º nella partenza in linea, 13º nella staffetta, 7º nella staffetta mista e 14º nella staffetta mista individuale e a quelli di Lenzerheide 2025 è stato 37º nella sprint, 30º nell'inseguimento, 30º nella partenza in linea, 8º nella staffetta e 8º nella staffetta mista.

## Palmarès

### Mondiali
- 1 medaglia:
  - 1 oro (inseguimento[2] a Östersund 2019)

### Europei
- 4 medaglie:
  - 3 ori (staffetta a Otepää 2015; staffetta mista a Val Ridanna 2018; staffetta mista a Minsk-Raubyči 2020)
  - 1 bronzo (super sprint a Minsk-Raubyči 2020)

### Universiadi
- 3 medaglie:
  - 1 oro (partenza in linea a Trentino 2013)
  - 1 argento (staffetta a Trentino 2013)
  - 1 bronzo (sprint a Trentino 2013)

### Coppa del Mondo
- Miglior piazzamento in classifica generale: 17º nel 2020
- 5 podi (a squadre), oltre a quello conquistato in sede iridata e valido anche ai fini della Coppa del Mondo:
  - 2 secondi posti
  - 3 terzi posti